# Gle Babah Awe
Gle Babah Awe är ett berg i Indonesien.   Det ligger i provinsen Aceh, i den västra delen av landet, 1 800 km nordväst om huvudstaden Jakarta. Toppen på Gle Babah Awe är 12 meter över havet.
Terrängen runt Gle Babah Awe är kuperad österut, men västerut är den platt. Havet är nära Gle Babah Awe västerut. Runt Gle Babah Awe är det glesbefolkat, med 11 invånare per kvadratkilometer. I omgivningarna runt Gle Babah Awe växer i huvudsak städsegrön lövskog.